# آنگوس
آنگاس (به گیلیک اسکاتلندی: Aonghas) یک شهرستان بریتانیا است که در اسکاتلند واقع شده‌است.
این شهرستان ۲٬۱۸۲ کیلومتر مربع مساحت و ۱۱۶٬۰۰۰ نفر جمعیت دارد.